# Rheinstraße 1 (Linz am Rhein)

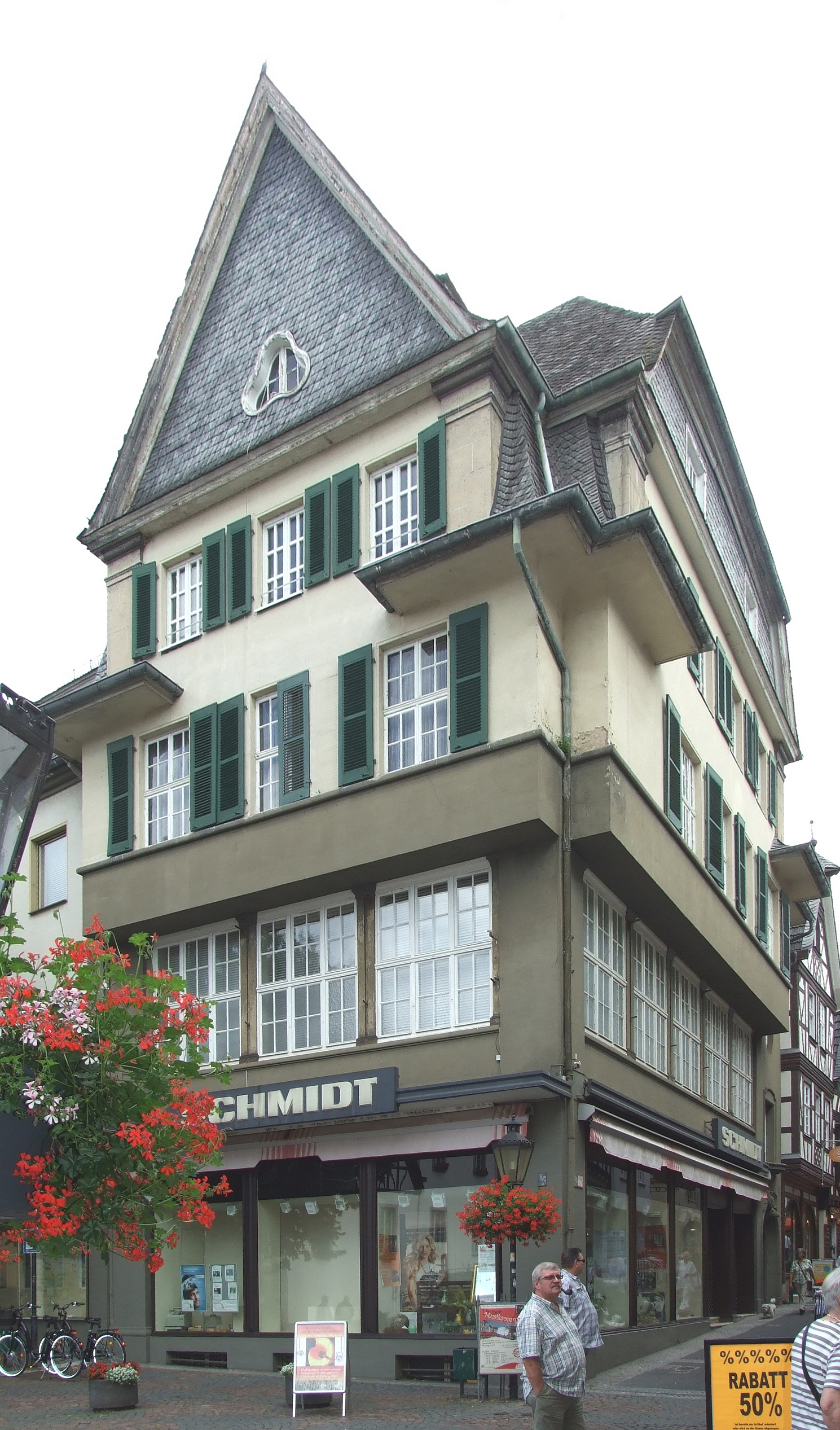
Linz am Rhein, Rheinstraße 1 Ecke Burgplatz (2013)

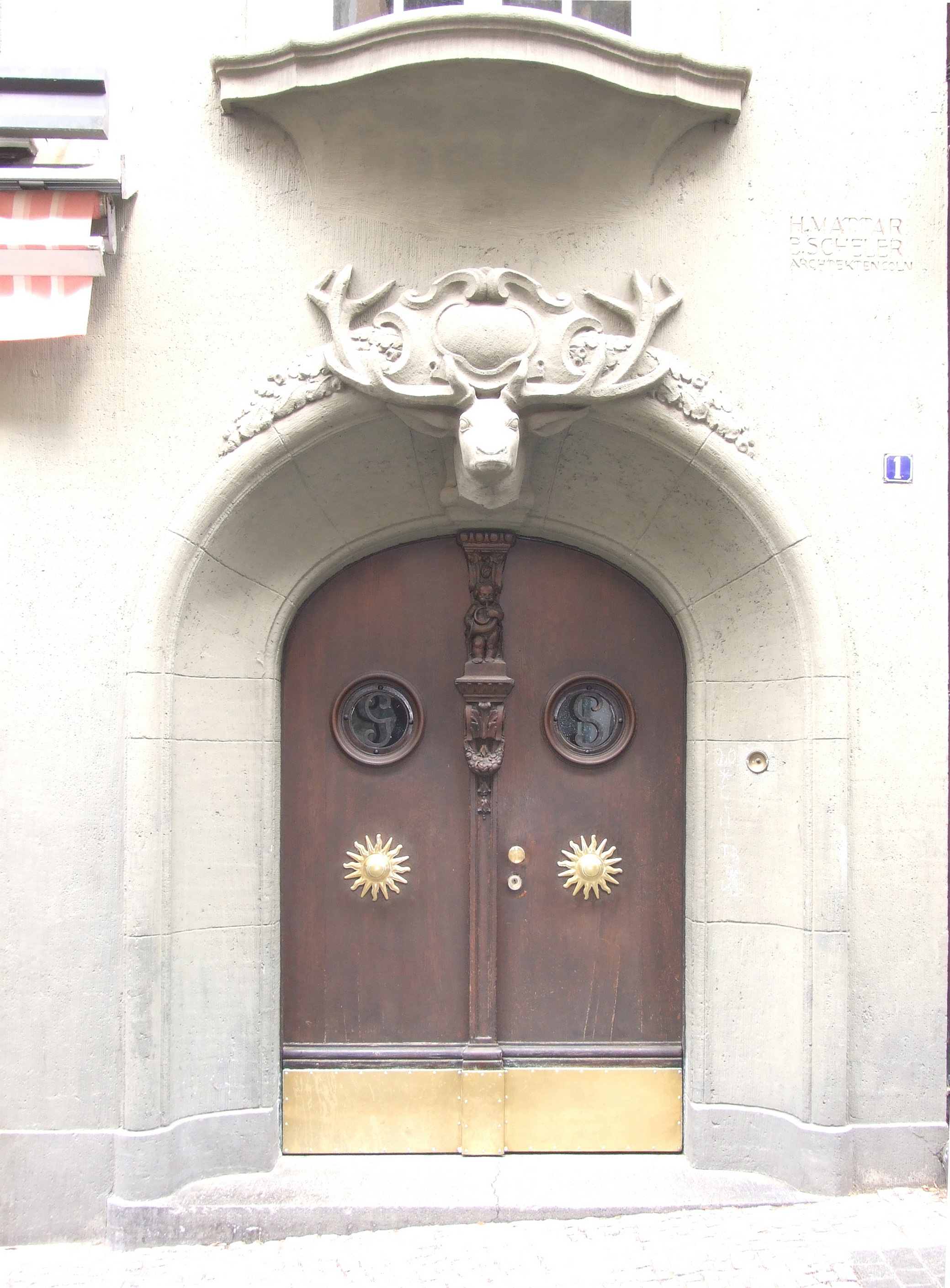
Linz am Rhein, Rheinstraße 1, Eingang

Das Gebäude Rheinstraße 1 ist ein Wohn- und Geschäftshaus in Linz am Rhein, einer Stadt im rheinland-pfälzischen Landkreis Neuwied, das 1913 errichtet wurde. Es liegt im Stadtzentrum an der Ecke Rheinstraße/Burgplatz. Das Gebäude steht als Kulturdenkmal unter Denkmalschutz.

## Geschichte
Das Gebäude entstand für den Bauherrn Hermann Hirsch, einen jüdischen Geschäftsmann, als Kaufhaus seiner Textilwarenhandlung („Textilhaus Hirsch“) an der Stelle des bisherigen Geschäfts nach einem Entwurf des Architekturbüros Mattar & Scheler. Den Auftrag hatten sie auf Empfehlung der „Rheinischen Bauberatungsstelle“ in Düsseldorf erhalten, an die Hirsch sich nach für ihn unzureichenden Planungen anderer Architekten gewendet hatte und die Mattar einen Entwurf mit der Bitte um Überarbeitung zuleitete. Es handelte sich um das erste Bauprojekt des Architekturbüros in Linz am Rhein. Das neu errichtete Kaufhaus war der erste Stahlbetonbau der Stadt.
Das Kaufhaus verfügte zeitweise über 16 Mitarbeiter, für die im Untergeschoss ein eigener Speisesaal bestand. Ab 1914 wurde es als „Manufakturen-, Kleider- und Pelzhandlung“ geführt und blieb noch bis 1931 im Besitz der Familie Hirsch. Das Gebäude ist heute im Detail gegenüber dem Ursprungszustand verändert und dient weiterhin als Modehaus.

## Architektur

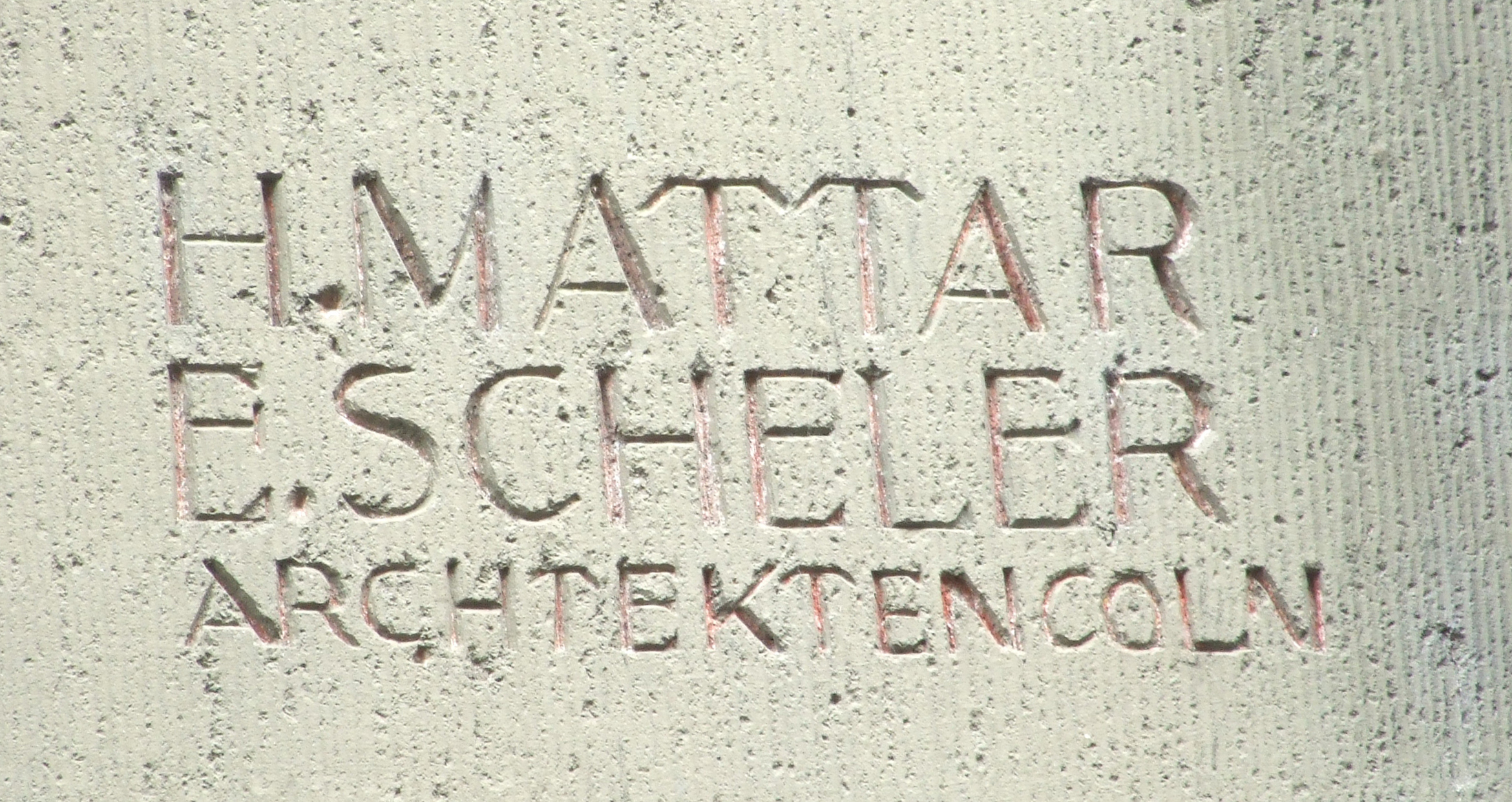
Linz am Rhein, Rheinstraße 1, Architektengravur, rechts vom Eingang

Das Gebäude steht giebelständig zum Burgplatz und traufständig zu der zum Marktplatz hinaufführenden Rheinstraße. Es ist ein dreieinhalbgeschossiger Stahlbetonskelettbau, der in den unteren beiden Geschossen als filigraner Funktionsbau erscheint und insbesondere im Dachbereich in ländlichen, barockisierenden Formen ausgeführt ist und sich der Reform- und Heimatschutzarchitektur zuordnen lässt. Das Dach beinhaltet Zwerchhäuser und besitzt ein verschiefertes Giebeldreieck mit einem Dreipassfenster. Das zur Rheinstraße gelegene Portal nimmt eine zweiflügelige Tür auf, deren Umrahmung ein Werksteingewände bildet, und wird nach oben hin vom Haupt eines Zwölfenders abgeschlossen.

„Wegen seiner guten Proportionen (…) wirkt der voluminöse Baukörper nicht erdrückend, sondern gekonnt eingepasst in das historische Stadt- und Platzgefüge an dieser dominanten Seite des Burgplatzes. Gerade die Feinheiten (…) geben dem Gebäude neben seinem insgesamt ausdrucksstarken Äußeren eine individuelle Note, die fortan sämtliche Bauten der beiden Architekten auszeichnen sollte.“